# Klinikum Itzehoe

Ehemaliges Logo

Das Klinikum Itzehoe ist ein Krankenhaus in Itzehoe. Es ist eines der größten Krankenhäuser in Schleswig-Holstein und akademisches Lehrkrankenhaus der Christian-Albrechts-Universität Kiel, der Universität zu Lübeck sowie der Universität Hamburg. Das Klinikum ist mit mehr als 2900 Mitarbeitern (2023) der größte Arbeitgeber im Kreis Steinburg; es beschäftigt 380 Ärzte und 980 Mitarbeiter im Pflegebereich (2023). Das Klinikum ist Mitglied des schleswig-holsteinischen Krankenhausverbundes 6K. Träger des Klinikums ist ein Zweckverband des Kreises Steinburg und der Stadt Itzehoe. Ärzte des Klinikums besetzen ein Notarzteinsatzfahrzeug des Kreises Steinburg. Pro Jahr werden im Klinikum 28.688 Patienten stationär und 47.934 ambulant behandelt (2023). Das Umsatzvolumen lag zuletzt bei rund 187,8 Millionen Euro.

## Bilder

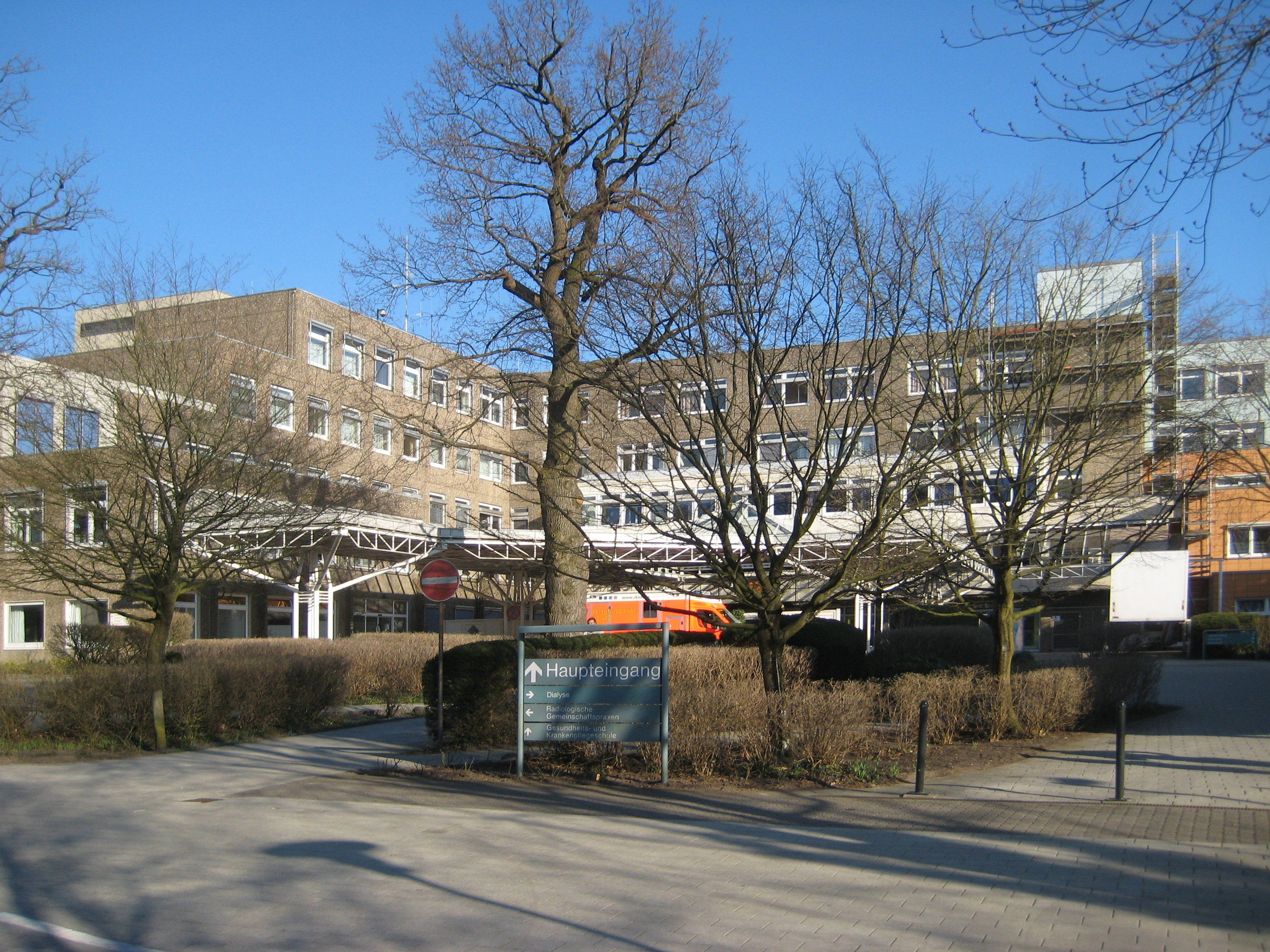
Haupteingang des Klinikums (2012)
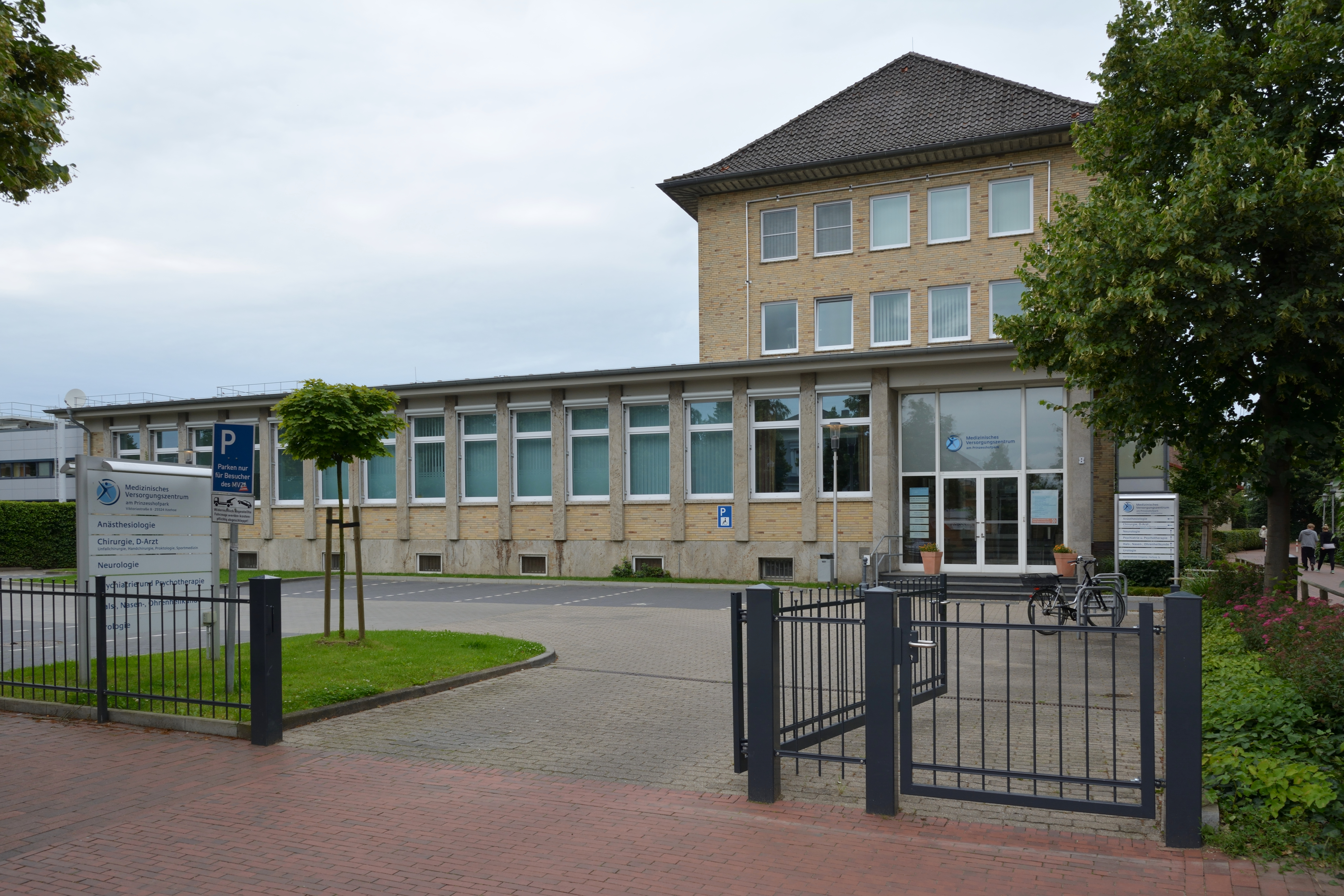
Das Medizinische Versorgungszentrum am Prinzesshofpark
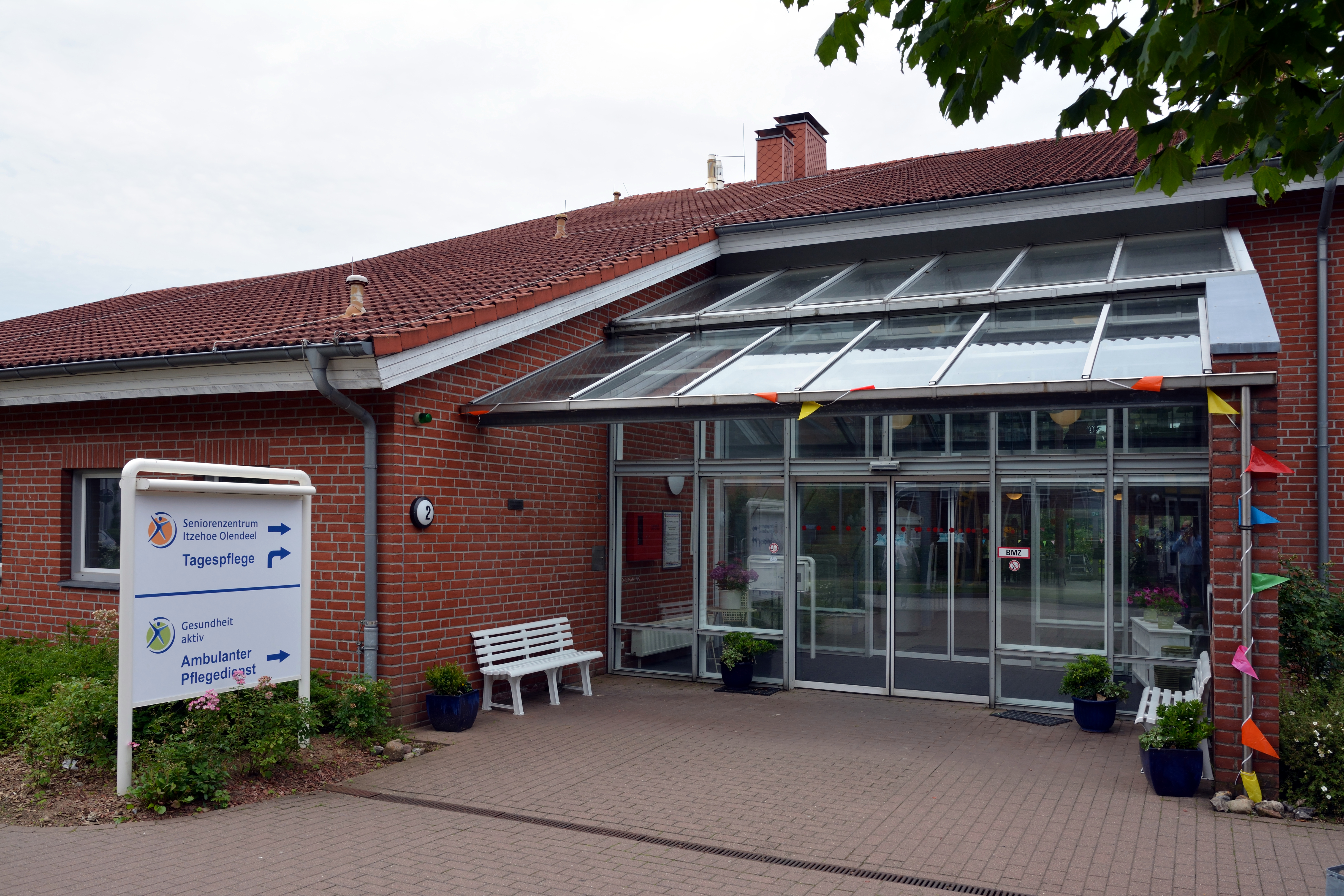
Seniorenzentrum „Olendeel“ in Itzehoe